# Paolo Giovio
Paolo Giovio také Paulo Jovio (latinsky Paulus Jovius) (19. dubna 1483 Isola Comacina - 11. prosince 1552 Florencie) byl italský lékař, historik, autor životopisů a prelát. Jako historik proslul zejména jako kronikář italských válek. Jeho díla tvoří jeden z nejvýznamnějších primárních zdrojů pro toto období.

## Život
O jeho mládí se toho ví málo. Byl rodákem z malého ostrůvku na Comském jezeře. Jeho otec byl notář, zemřel kolem roku 1500. Paolo se vzdělával pod vedením svého staršího bratra Benedetta, humanisty a historika. Ačkoli se zajímal o literaturu, byl poslán do Padovy studovat medicínu. Promoval v roce 1511. Poté pracoval jako lékař ve městě Como. Když se ve městě rozšířil mor, přestěhoval se do Říma, roku 1513. Papež Lev X. mu přidělil post vedoucího katedry morální filozofie a později i přírodní filozofie na Římské univerzitě. Také byl papežem povýšen do šlechtického stavu. Ve stejném období začal psát historické práce (zejm. Historiarum sui temporis libri XLV), zvláštní důraz kladl na dějiny vojenství a vojenské osobnosti (Elogia virorum bellica virtute illustrium). Krátce po papežově smrti napsal Paolo jeho biografii. V roce 1517 byl jmenován osobním lékařem kardinála Giulia Di Giuliana de'Medici (budoucího papeže Klementa VII.). V té době napsal i několik lékařských pojednání, například De optima victus ratione, ve kterém vyjadřuje své pochybnosti o současné farmakologii a zdůrazňuje význam prevence. Giovio významně pomohl Klementovi VII. se zachránit během pověstného Sacco di Roma, vyplenění Říma roku 1527. Poté pobýval na ostrově Ischia jako host básnířky a šlechtičny Vittorie Colonny. V roce 1528 byl jmenován biskupem Nocera de 'Pagani. Sepsal základní geografické pojednání o Moskevském velkoknížectví (De legatione Basilii Magni Principis Moschoviae) na základě údajů moskevského velvyslance u stolce Klementa VII. Dmitrije Gerasimova. V roce 1536 si nechal postavit vilu u jezera Como, kterou nazval Museo, a kde shromáždil svou sbírku portrétů slavných vojáků a učenců (dnes v galerii Uffizi) i starožitností, včetně těch z Nového světa, v Evropě tehdy ještě velmi neobvyklých a vzácných. Po Klementově smrti odešel do důchodu. V roce 1549 mu papež Pavel III. odňal titul biskupa, načež se Giovo přestěhoval do Florencie, kde za tři roky zemřel.